# Augustus Harris
Augustus Henry Glossop Harris (Paris, França, 18 de março de 1852 - Folkestone, Inglaterra, 22 de junho de 1896) foi um ator, empresário e dramaturgo francês. 

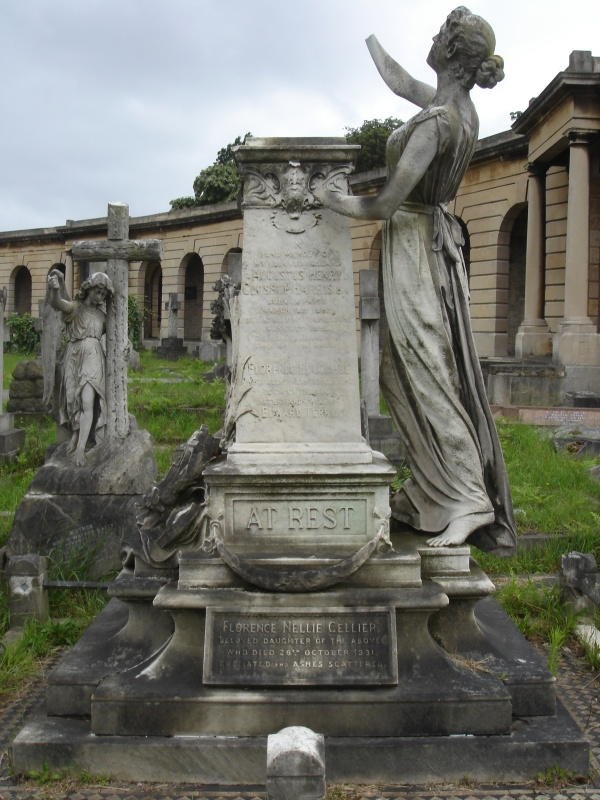
Sepultura no Cemitério de Brompton, Londres

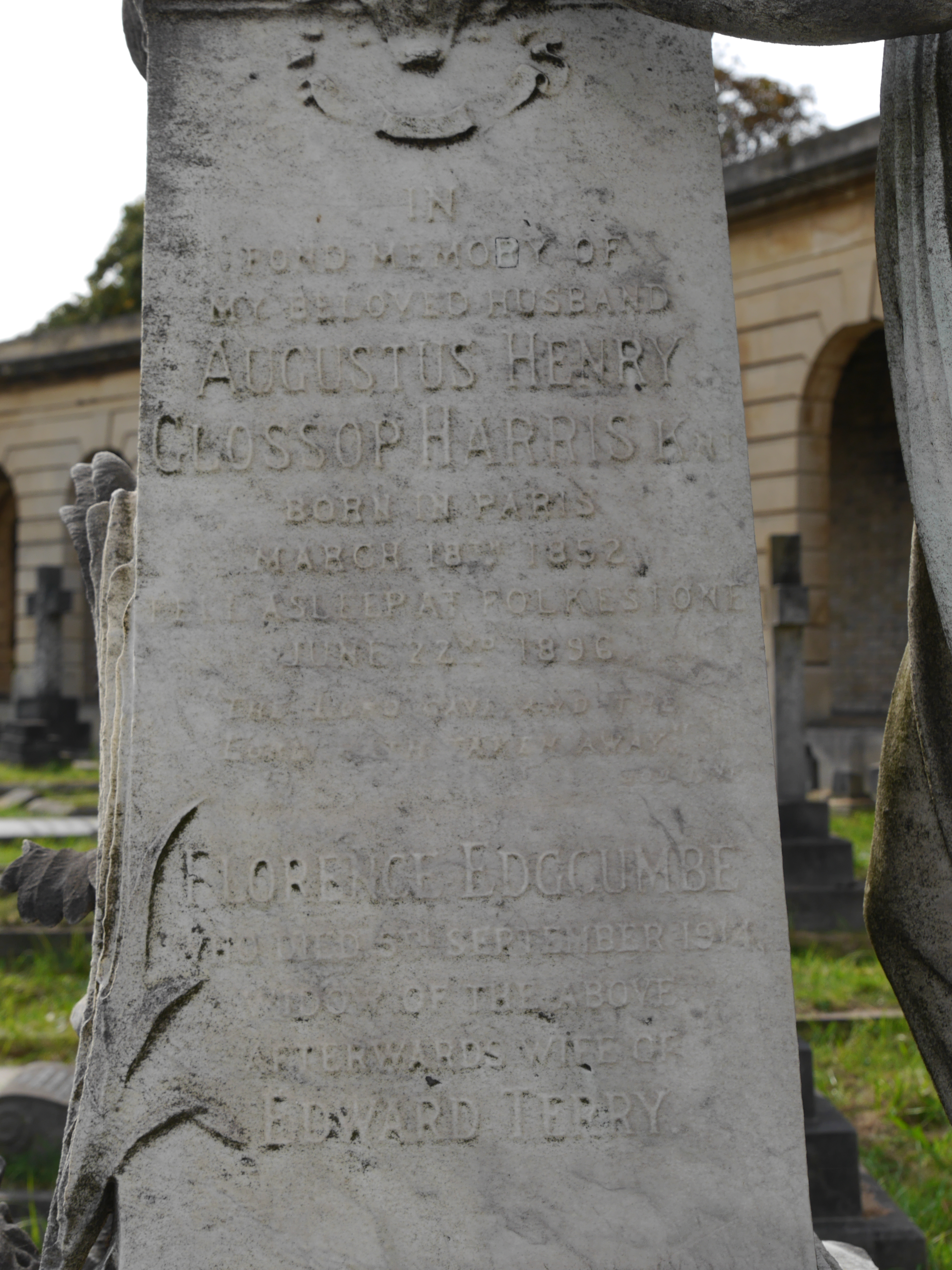
Detalhe da sepultura

## Biografia
Harris nasceu em Paris, França, filho de Augustus Glossop Harris (1825–1873), que também era dramaturgo. Passou sua infância em Londres, Inglaterra, retornando a Paris aos 12 anos de idade, a fim de iniciar seus estudos.